# Микробный электросинтез
Микробный электросинтез — форма микробного электрокатализа, при которой электроны передаются живым микроорганизмам через катод в электрохимической ячейке с помощью электрического тока. Затем электроны используются микроорганизмами для восстановления двуокиси углерода с получением промышленно значимых продуктов. В идеале электрический ток должен производиться из возобновляемых источников энергии. Этот процесс противоположен тому, который используется в микробном топливном элементе, в котором микроорганизмы переносят электроны от окисления соединений к аноду для генерации электрического тока.

## Сравнение с микробными электролизерами
Микробный электросинтез (МЭС) связан с микробными электролизными ячейками (МЭК). Оба используют взаимодействие микроорганизмов с катодом для разложения химических соединений. В МЭК источник электроэнергии используется для увеличения электрического потенциала, создаваемого микроорганизмами, потребляющими такой источник химической энергии, как уксусная кислота. Комбинированный потенциал, обеспечиваемый источником энергии и микроорганизмами, достаточен для восстановления ионов водорода до молекулярного водорода. Механизм МЭС не совсем понятен, но потенциальные продукты включают спирты и органические кислоты. МЭС можно комбинировать с МЭК в одном реакционном сосуде, где субстрат, потребляемый микроорганизмами, обеспечивает потенциал напряжения, который снижается по мере старения микробов. «МЭС привлекает все большее внимание, так как обещает использовать возобновляемую (электрическую) энергию и биогенное сырье для экономики, основанной на биологии».

## Приложения
Микробный электросинтез может использоваться для производства топлива из диоксида углерода с использованием электроэнергии, вырабатываемой либо традиционными электростанциями, либо производством возобновляемой электроэнергии. Его также можно использовать для производства специальных химикатов, таких как прекурсоры лекарств, с помощью микробиологического электрокатализа .
Микробный электросинтез также может быть использован для «подкачки энергии» растений. После этого растения можно выращивать без солнечного света.